# Daniel Emilfork
Pour les articles homonymes, voir Berenstein.
Daniel Emilfork (utilisant le pseudonyme Daniel Emilfork-Berenstein) est un comédien franco-chilien, né à Providencia (banlieue de Santiago du Chili) le 7 avril 1924 et mort le 17 octobre 2006 à Paris 18e.
Il a été acteur de théâtre, de cinéma et de télévision. Son allure et son visage hors norme, ainsi que son accent unique, ont pu marquer les spectateurs français à partir des années 1950.
Il a été l'époux de l'actrice Denise Péron (1925-1996) dont il a eu une fille, l'actrice et metteuse en scène Stéphanie Loïk.

## Biographie

### Jeunesse
Selon le site Allociné, il serait né Daniel Zapognikof le 7 avril 1924 à Providencia au Chili. Les documents officiels confirment le nom de naissance « Daniel Emilfork »,. Ses parents, Emilfork et Elena Berenstein, étaient des Juifs originaires d’Odessa, ville qu’ils avaient quittée à la suite d’un pogrom, et qui avaient émigré en Amérique du Sud. Il arrive en France en 1949, sans parler le français, afin de suivre une formation d’acteur de théâtre, qu’il commence au cours de Tania Balachova.

### Carrière
Le visage hors norme de Daniel Emilfork l’a conduit à jouer principalement des rôles de méchant au cinéma ou à la télévision (il est notamment connu du grand public pour son interprétation du Kanak dans la série Chéri-Bibi de Jean Pignol en 1974 ou de Krank dans La Cité des enfants perdus en 1995), parallèlement à une carrière théâtrale très variée. Il a notamment marqué les esprits par son interprétation des Trois Sœurs de Tchekhov, dans une mise en scène de Sacha Pitoëff au théâtre de l'Œuvre, au cours des années 1950. Membre de la compagnie Balachova, on a pu le voir dans des pièces de Lorca, Shakespeare, Tchekhov ou Dostoïevski.
En 1983, Patrice Chéreau le nomme à la tête de l’école d’acteurs du théâtre des Amandiers de Nanterre.
À la radio, il a par ailleurs participé, tant comme lecteur que comme acteur dans des dramatiques, à de nombreuses émissions diffusées sur France Culture. Son phrasé caractéristique — ce qu’il appelait son accent moldo-valaque — y faisait merveille, donnant à toutes ses interventions une touche d’étrangeté.

### Vie privée
Daniel Emilfork a épousé le 3 mars 1951 l'actrice Denise Péron, qu’il a rencontrée dans son cours de théâtre. Ils ont eu une fille, l’actrice et metteur en scène Stéphanie Loïk.
À partir des années 1980, il a aussi vécu une longue relation homosexuelle avec le comédien Frédéric Leidgens, qui a été son partenaire au théâtre.
Il meurt à l'âge de 82 ans le 17 octobre 2006 dans sa modeste chambre montmartroise de la rue Saint-Éleuthère. Il est incinéré au crématorium du cimetière du Père-Lachaise le 20 octobre.

## Filmographie

### Cinéma
- 1955 : Futures Vedettes de Marc Allégret : le professeur de violon
- 1955 : Sophie et le Crime de Pierre Gaspard-Huit : le barman du Montana
- 1955 : Frou-frou d'Augusto Genina : le critique en peinture
- 1956 : Notre-Dame de Paris de Jean Delannoy : Andry le Rouge
- 1957 : Sait-on jamais... de Roger Vadim
- 1957 : Les Espions d'Henri-Georges Clouzot : Peterson
- 1957 : Une Parisienne de Michel Boisrond : un huissier d'ambassade
- 1958 : Maigret tend un piège de Jean Delannoy : le maniaque
- 1958 : Le Temps des œufs durs de Norbert Carbonnaux : l’expert en tableaux
- 1958 : Goha de Jacques Baratier : l'aveugle Ibrahim
- 1958 : Sans famille d'André Michel : George, le valet de Milligan
- 1959 : Les Motards de Jean Laviron : l’espion aux pompes funèbres
- 1959 : Du rififi chez les femmes de Alex Joffé : Luigi
- 1959 : Pantalaskas de Paul Paviot : le baron
- 1960 : Le Bal des espions de Michel Clément : un tueur
- 1961 : Le Triomphe de Michel Strogoff de Victor Tourjanski : Ben Routh
- 1961 : Le Rendez-vous de minuit de Roger Leenhardt : le joueur de baccara
- 1961 : Seul... à corps perdu de Jean Maley : le valet de chambre
- 1962 : La Poupée de Jacques Baratier : Gant de Crin
- 1963 : Les Bricoleurs de Jean Girault : Igor, le majordome
- 1963 : OSS 117 se déchaîne d'André Hunebelle : Sacha
- 1963 : Des frissons partout de Raoul André : Yanakos, le grec
- 1963 : Le commissaire mène l'enquête de Fabien Collin : l’aveugle
- 1963 : Ballade pour un voyou de Claude-Jean Bonnardot : Donacil
- 1963 : Château en Suède de Roger Vadim : Gunther
- 1964 : L'assassin viendra ce soir de Jean Maley
- 1964 : Agent spécial à Venise (ou Voir Venise... et crever) d'André Versini : M. Coliso
- 1965 : Le Liquidateur (The Liquidator) de Jack Cardiff : Gregory
- 1965 : Dis-moi qui tuer d'Étienne Périer : Teotihuacan
- 1965 : Quoi de neuf, Pussycat ? (What's New, Pussycat) de Clive Donner : l'homme à la station-service
- 1965 : L'Or du duc de Jacques Baratier et Bernard Toublanc-Michel : le gardien
- 1965 : Lady L de Peter Ustinov : Kobeleff
- 1967 : Trans-Europ-Express d'Alain Robbe-Grillet : le policier
- 1967 : Coup de gong à Hong Kong (Lotosblüten für Miss Quon) de Jürgen Roland : l’inspecteur Gonsart
- 1967 : L'Inconnu de Shandigor de Jean-Louis Roy : Von Krantz, le savant
- 1970 : Midi Minuit de Pierre Philippe : Robert Lorrain
- 1971 : La Plus Longue Nuit du diable (ou Au service du diable, ou Le Château du vice) de Jean Brismée : Satan
- 1971 : Police Magnum (Kill!) de Romain Gary : Mejid
- 1972 : Voyages avec ma tante (Travels with My Aunt) de George Cukor : Colonel Hakim
- 1976 : Le Casanova de Fellini (Il Casanova di Federico Fellini) de Federico Fellini : Marquis du Bois
- 1978 : La Grande Cuisine (Who Is Killing the Great Chefs of Europe?) de Ted Kotcheff : Saint-Juste
- 1979 : Subversion de Stanislav Stanojevic : Cagliostro
- 1979 : L'Extraordinaire ascension de Maurice Bellange de Bruno Decharme (Court-métrage) : Maurice Bellange
- 1982 : Deux Heures moins le quart avant Jésus-Christ de Jean Yanne : Tatouius
- 1982 : Meurtres à domicile de Marc Lobet : Julius Zepernick
- 1983 : La Belle Captive d'Alain Robbe-Grillet : Inspecteur Francis
- 1986 : Pirates de Roman Polanski : Hendrik
- 1986 : Le Passage de René Manzor : la Mort
- 1988 : Les Tribulations de Balthasar Kober (Niezwykła podróż Baltazara Kobera) de Wojciech Has : le recteur
- 1990 : Artcore oder Der Neger de Heinz Peter Schwerfel
- 1993 : Die Inschrift des Gottes (L'Écriture de dieu) de Heinz Peter Schwerfel (court-métrage)
- 1994 : Taxandria de Raoul Servais : le Premier ministre
- 1994 : Lou n'a pas dit non de Anne-Marie Miéville : voix
- 1995 : Le Hollandais volant de Jos Stelling : Ketterjager
- 1995 : La Cité des enfants perdus de Marc Caro et Jean-Pierre Jeunet : Krank
- 1999 : Babel de Gérard Pullicino : Yatscov (voix)
- 2000 : Les Frères Sœur de Frédéric Jardin : André
- 2001 : Pat de Harold Vasselin (court métrage)
- 2006 : L'Homme de la Lune, court métrage d'animation de Serge Élissalde (voix)[6]
- 2007 : Faut que ça danse !, L'ami de Fred Astaire de Noémie Lvovsky : le médecin militaire

### Télévision

#### Séries télévisées
- 1960 : Le Fils du cirque de Bernard Hecht : le mandarin
- 1961 : La Déesse d'or de Robert Guez
- 1962 : L'inspecteur Leclerc enquête de Jean Laviron, épisode : Feu Mr Serley : Albert
- 1963 : La caméra explore le temps de Jean-Pierre Marchand : l’abbé Caamano
- 1967 : Signé Alouette de Jean Vernier : Marceau
- 1968 : La Prunelle d'Edmond Tiborovsky
- 1968-1974 : Le comte Yoster a bien l'honneur (Graf Yoster gibt sich die Ehre) : Lasal
- 1970 : Rendez-vous à Badenberg de Jean-Michel Meurice
- 1974 : Chéri-Bibi de Jean Pignol : Le Kanak
- 1978 : Zwei himmlische Töchter de Michael Pfleghar : Oscar
- 1978-1979 : Klimbin : Max
- 1981 : Susi : Ingo Berg
- 1987 : Série noire : La Fée Carabine d'Yves Boisset
- 1988 : M'as-tu vu? : le curé
- 1988 : Sueurs froides : Alexis Monthurel
- 1988 : Série noire : Stojil
- 2005 : Les Rois maudits de Josée Dayan : Me Martin

#### Téléfilms
- 1955 : Crime et Châtiment de Stellio Lorenzi
- 1959 : Cristobal de Lugo : Peralta
- 1960 : Un beau dimanche de septembre de Marcel Cravenne : le directeur du restaurant
- 1961 : Le Massacre des innocents de Roland-Bernard : Stephen
- 1968 : Les Bas-fonds de Jean-Paul Sassy : le baron
- 1970 : Jumbo - Ein Elefantenleben : un psychiatre
- 1970 : Reportage sur un squelette ou Masques et bergamasques de José Bergamín : le Diable
- 1971 : Romulus le Grand
- 1973 : Le Canari de Peter Kassovitz : le récitant
- 1978 : Double Détente de Claude-Jean Bonnardot : Anastase Goulian
- 1978 : Le Voleur de Bagdad (The Thief of Baghdad) de Clive Donner : le génie
- 1980 : Porporino d'André Flédérick : le prince Sansevero
- 1981 : Square X : l'habitué
- 1984 : Le Château de Jean Kerchbron : l’instituteur
- 1987 : La poupée - Les mystères de l'agence K
- 1987 : Riviera de John Frankenheimer et Alan Smithee : le messager
- 1992 : Le Premier Cercle (The First Circle) de Sheldon Larry : Nikol

## Théâtre

### Comédien
- 1954 : La Matinée d'un homme de lettres de Tania Balachova d'après Anton Tchekhov, mise en scène Tania Balachova, théâtre de la Huchette
- 1954 : La Peur de Georges Soria, mise en scène Tania Balachova, théâtre Monceau
- 1955 : Les Trois Sœurs d'Anton Tchekhov, mise en scène Sacha Pitoëff, théâtre de l'Œuvre
- 1956 : Les Amants puérils de Fernand Crommelynck, mise en scène Tania Balachova, théâtre des Noctambules
- 1958 : Miguel Mañana d'Oscar Vladislas de Lubicz-Milosz, mise en scène Maurice Jacquemont, Studio des Champs-Élysées
- 1958 : Mourir au soleil de Jean Primo, théâtre de l'Œuvre
- 1958 : Lorsque cinq ans seront passés de Federico García Lorca, mise en scène Guy Suarès, théâtre Récamier
- 1961 : Miracle en Alabama de William Gibson, mise en scène François Maistre, théâtre Hébertot
- 1961 : Dommage qu'elle soit une putain de John Ford, mise en scène Luchino Visconti, théâtre de Paris
- 1966 : Hélas, pauvre Fred ! de James Saunders, mise en scène Laurent Terzieff, théâtre de Lutèce
- 1970 : Richard II de William Shakespeare, mise en scène Patrice Chéreau, théâtre du Gymnase, théâtre de l'Odéon
- 1973 : Toller de Tankred Dorst, mise en scène Patrice Chéreau, TNP Villeurbanne
- 1974 : Toller de Tankred Dorst, mise en scène Patrice Chéreau, théâtre national de l'Odéon
- 1976 : Le Genre humain de Jean-Edern Hallier, mise en scène Henri Ronse, espace Cardin
- 1979 : Hôtel moderne d'après Kafka, mise en scène André Engel, théâtre national de Strasbourg
- 1981 : Les Fiancés de Loches de Georges Feydeau, mise en scène de Jean-Paul Farré, Théâtre de Boulogne-Billancourt
- 1983 : Minetti de Thomas Bernhard, mise en scène Gilles Atlan, Festival d'Avignon
- 1983 : Lulu de Frank Wedekind, mise en scène André Engel, Bataclan

### Metteur en scène
- 1965 : L’Autre Royaume de Marc Desclozeaux, Poche Montparnasse
- 1965 : Zoo Story de Edward Albee, mise en scène avec Laurent Terzieff, Théâtre de Lutèce
- 1974 : Zalmen ou la folie de Dieu d'Elie Wiesel